# Alison Macrina
Alison Macrina es bibliotecaria y activista de internet estadounidense. Desde 2015 fundadora y directora del Proyecto Bibliotecas Libres. 

## Biografía
Macrina era estudiante de la Universidad del Temple. Recibió una maestría en Biblioteconomía y Documentación de la Universidad de Drexel en 2009.
Macrina es vocal en su oposición a la vigilancia digital, y fue una de las principales contribuyentes y líder del equipo comunitario en el Proyecto Tor. Es coautora de Anonymity, el primer libro de la Serie de Futuros Bibliotecarios de la Asociación de Bibliotecas de Estados Unidos. También fue una de las bibliotecarias que protestaban por los intentos de reclutamiento de la CIA en la conferencia anual de la American Library Association en 2019, coeditando una carta con el bibliotecario Dustin Fife titulada "No Legitimization Through Association: la CIA no debería exponer en ALA".
Fundó el Proyecto Bibliotecas Libres en 2015 para ayudar a las personas no tecnológicas a aprender a proteger su privacidad en línea. Como víctima de acoso en línea por su trabajo en justicia racial y de género, Macrina enseña a otros profesionales, especialmente bibliotecarios, a usar las herramientas disponibles para manejar y lidiar con comportamientos inapropiados, diciendo "Lo importante del privilegio no es solo que te proteja. . . . También te da una plataforma ".
Antes de fundar el  Proyecto Bibliotecas Libres, Macrina fue bibliotecaria en la Biblioteca Pública Gratuita de Watertown en Massachusetts y miembro del Colectivo de Referencia Radical de Boston. Mientras estaba en la biblioteca pública, Macrina hizo un zine para títulos de bibliotecarios We Are All Suspects que ofrece una "introducción rápida y sucia a las herramientas básicas de privacidad y seguridad".